# Eyes Wide Shut
Eyes Wide Shut (en Hispanoamérica, Ojos bien cerrados) es una película de 1999 dirigida por Stanley Kubrick y protagonizada por Tom Cruise y Nicole Kidman. Fue el decimotercer y último largometraje de Kubrick, así como su obra póstuma, ya que el director murió pocos días antes de poder mostrar el montaje definitivo a Warner Bros. Está basada en la novela Relato soñado, de Arthur Schnitzler, y su guion fue escrito por el mismo Kubrick y Frederic Raphael.

## Argumento
El doctor Bill (Tom Cruise) y su esposa, Alice (Nicole Kidman), acuden a una fiesta privada invitados por uno de los pacientes de él: Victor Ziegler, un multimillonario neoyorquino. Tras ser recibidos por el matrimonio Ziegler, Bill y Alice se separan temporalmente. Él es seducido por dos mujeres desconocidas que le ofrecen «ir más allá del arcoíris». Ella es seducida por Sandor Szavost, quien acaba proponiéndole sexo en el piso de arriba. Bill, todavía en compañía de las desconocidas, es requerido por el anfitrión para que le ayude con una situación delicada: una mujer desnuda en su baño ha sufrido una sobredosis. Cuando Bill logra reanimarla, Ziegler le pide discreción.
La noche siguiente, mientras Alice y Bill hablan sobre sus encuentros en la fiesta, ella le pregunta si tuvo relaciones sexuales con las dos guapas modelos con las que coqueteó durante el tiempo que se ausentó. Bill, forzado a mantener la confidencialidad acerca de la indiscreción de Ziegler, escuetamente explica que estuvo en el piso de arriba atendiendo a Ziegler. La coartada de Bill es poco convincente, pero sobre todo desafortunada, y da pie a una discusión. Alice, molesta por los comentarios de Bill, que interpreta como sexistas, acerca del deseo y la fidelidad femenina, le relata una fantasía sexual que tuvo un año atrás en la cual estuvo dispuesta a renunciar a todo por una noche de sexo con un oficial de marina que acababa de ver por primera vez. Bill mira a Alice perplejo, sacudido por la revelación inesperada. En mitad de estas traumáticas confesiones, Bill recibe una llamada telefónica que le informa que Lou Nathanson, un paciente suyo habitual, acaba de morir. Junto a su cabecera, Marion, la hija del difunto, declara que ama a Bill y desea renunciar a su vida para estar con él.
Bill se marcha y camina ausente por las calles de Nueva York, recreando imaginariamente la fantaseada infidelidad de Alice. Un grupo de jóvenes toma a Bill por homosexual y le empujan. Bill se retiene y se abstiene de empezar una pelea. Poco después conoce a una prostituta llamada Domino y la acompaña a su apartamento. Cuando Bill está a punto de sucumbir a la tentación, una llamada de Alice los interrumpe y Bill decide marcharse. Bill pasa por el Café Sonata, donde su amigo, el músico Nick Nightingale toca el piano. Nick le cuenta acerca de un lugar en el que toca el órgano con los ojos vendados para una audiencia de despampanantes mujeres desnudas que practican sexo. Cuando Nick le dice que volverá a tocar esa misma noche, Bill lo persuade para que revele la ubicación y las condiciones para asistir al encuentro: la contraseña «Fidelio», una máscara y una toga con una capucha. Para conseguir el atuendo requerido, Bill va a una tienda de alquiler de disfraces llamada Rainbow Fashions, Bill toma un taxi y emprende un viaje nocturno que le llevará lejos de la ciudad hasta un misterioso lugar llamado Somerton. Con la contraseña, Bill accede a una mansión en la que una orgía ritualizada está por empezar. Una enigmática mujer trata de advertirle que está en peligro pero Bill, desoyéndola, se niega a marcharse. Convencido de que la máscara le hará pasar inadvertido, Bill se pasea a través de varias salas observando actos lascivos entre hombres y mujeres sin distinción, aunque se abstiene de tomar parte en ellos. A un cierto punto Bill es detenido y llevado ante el maestro de ceremonias (el único vistiendo una toga color roja), quien le solicita la contraseña, Bill repite la contraseña «Fidelio» y el maestro le indica que resulta correcta para el ingreso pero no para la casa. Al no saber dicha contraseña, Bill es desenmascarado y el maestro de ceremonias le demanda expiación. La misteriosa mujer interviene y se ofrece a redimirlo, y acepta cualquier castigo previsto para él. Bill es liberado pero se le advierte que, si no guarda silencio, él y su familia pagarán las consecuencias. Cuando regresa a su piso encuentra a Alice riendo en sueños y la despierta. Alice le cuenta que soñaba que tenía sexo con el oficial de marina de su fantasía y con muchos hombres más.
A la mañana siguiente Bill retrocede sobre los pasos de su aventura nocturna buscando respuestas. Va al hotel de su amigo el músico, pero allí descubre que Nick salió del hotel durante la madrugada en circunstancias inquietantes. Bill regresa a la tienda de disfraces para devolver el atuendo y se sorprende por la ausencia de la máscara. Antes de marcharse, el propietario de la tienda le ofrece los servicios sexuales de su joven hija además de no cobrarle. Bill regresa a Somerton pero le advierten que no siga haciendo indagaciones. Bill telefonea a Marion Nathanson pero cuelga cuando su prometido contesta al teléfono. Vuelve al apartamento de Domino, donde conoce a Sally, la compañera de piso de Domino. Tras un escarceo con la atractiva mujer, Sally le dice que Domino recibió de mañana los análisis de sangre que confirman que es VIH positivo. Bill se marcha y se percata de que está siendo seguido por un hombre de aspecto amenazador a través de las desiertas calles de Manhattan. Alarmado, Bill entra en una cafetería para protegerse. Allí lee en un periódico que la conocida modelo Amanda Curran ha sido internada en un hospital. De algún modo Bill sospecha que Amanda podría ser la mujer que lo redimió la noche anterior. Bill va al hospital, donde le informan que Amanda murió por sobredosis poco después del mediodía. Bill emplea sus credenciales médicas para entrar a la morgue. Cuando ve el cadáver de Amanda se conmueve en un modo extraño. Bill es citado por Ziegler, quien confiesa que es uno de los hombres enmascarados de la orgía que lo reconoció. Ziegler confirma que Amanda es ambas: la misteriosa mujer que lo redimió en la orgía y la mujer a la que Bill atendió médicamente en su baño. Sin embargo, Ziegler afirma que la redención de Amanda fue «falsa, un montaje, un teatro, una farsa para asustarlo, para que guardase silencio». Ziegler asegura que Amanda fue devuelta a su casa sana y salva y que sufrió una sobredosis por accidente. Además Ziegler le confirma haber sabido de su amistad con Nick quien lo llevó a Somerton y cuya cuenta en el hotel había sido pagada además de hacerlo volver a Seattle y la cuenta del disfraz alquilado había sido además pagada tras encontrar el recibo en su abrigo.
Cuando regresa a su piso, Bill encuentra a Alice dormida y junto a ella la máscara perdida que había usado en la orgía. Bill se derrumba emocionalmente. Alice se despierta y Bill, llorando, le confiesa todo. A la mañana siguiente, mientras hace las compras de Navidad en compañía de su hija, Bill le pregunta a Alice qué deberían hacer. Alice contesta que deberían estar agradecidos de haber sobrevivido a sus aventuras, reales o imaginarias; «una noche no es toda la vida», afirma Alice. «Y un sueño no es solo un sueño», responde Bill. Alice, mostrando que ha perdonado la escapada de Bill, responde que deberían tener relaciones sexuales tan pronto como les fuese posible.

## Reparto
- Tom Cruise - Dr. William «Bill» Harford
- Nicole Kidman - Alice Harford
- Sydney Pollack - Victor Ziegler
- Marie Richardson - Marion Nathanson
- Todd Field - Nick Nightingale
- Sky Dumont - Sandor Szavost
- Rade Šerbedžija - Sr. Milich
- Vinessa Shaw - Domino
- Fay Masterson - Sally
- Leelee Sobieski - Hija de Milich
- Alan Cumming - Recepcionista del hotel
- Leon Vitali - Capa roja
- Julienne Davis - Amanda "Mandy" Curran
- Thomas Gibson - Carl Thomas
- Madison Eginton - Helena Harford

## Producción

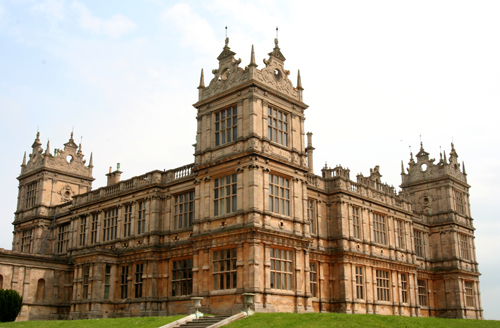
Torres Mentmore, una de las locaciones utilizadas en la película.

El rodaje fue largo y accidentado, lo que dio lugar a múltiples rumores, entre ellos el de un desgaste psicológico de Tom Cruise y Nicole Kidman, que en parte pudo acelerar su crisis matrimonial. Jennifer Jason Leigh y Harvey Keitel actuaban originalmente en el papel de Marion Nathason y Victor Ziegler. Después de haber grabado algunas escenas, Keitel abandonó la producción por otro proyecto y Leigh fue despedida. Fueron sustituidos por Marie Richardson y Sydney Pollack, respectivamente. También se rumoreó que el fichaje de Pollack fue un intento de la productora por controlar un rodaje que se estaba escapando meteóricamente en tiempo y dinero.
También fue controvertida la inclusión de escenas eróticas, principalmente las de la orgía en una mansión. Algunos planos de desnudo integral amenazaban con dar a la película la calificación «X» en Estados Unidos, lo que implicaba un previsible fracaso comercial. Kubrick se resistió a autocensurarse, si bien finalmente se distribuyeron dos versiones de la película, la destinada a EE. UU. era algo más breve en las escenas de sexo y se recurrió a trucos infográficos (interponiendo siluetas humanas) para tapar ciertos desnudos.
De hecho, los rumores y el anecdotario que rodearon al rodaje acapararon más interés que la propia película, que, salvo en algunos sectores, fue acogida con más tibieza que entusiasmo. Pero más allá de rumores y anécdotas, Kubrick estaba «eufórico» con su pareja de actores por «su energía y su profesionalidad», que lograban transmitír a todo el equipo.

## Banda sonora
La banda sonora original de la película producida y comercializa por la compañía discográfica Reprise. Recoge 14 canciones y temas musicales.
| Pista | Título                                             | Autor                                            | Interpretación                                                                                  | Dirección        |
| ----- | -------------------------------------------------- | ------------------------------------------------ | ----------------------------------------------------------------------------------------------- | ---------------- |
| 1     | Musica Ricercata, II (Mesto, rigido e cerimoniale) | György Ligeti                                    | Dominic Harlan (piano)                                                                          |                  |
| 2     | Suite para orquesta de variedades                  | Dmitri Shostakóvich                              | Royal Concertgebouw Orchestra                                                                   | Riccardo Chailly |
| 3     | Baby Did a Bad, Bad Thing                          | Chris Isaak                                      | Chris Isaak                                                                                     |                  |
| 4     | When I Fall In Love                                | Victor Young & Edward Heyman                     | The Victor Silvester Orchestra                                                                  |                  |
| 5     | I Got It Bad (And That Ain’t Good)                 | Duke Ellington & Paul Francis Webster            | The Oscar Peterson Trio                                                                         |                  |
| 6     | Naval Officer                                      | Jocelyn Pook                                     | Jocelyn Pook, Sophie Harris, Jaqueline Norrie & Clare Finnimore                                 | Harvey Brough    |
| 7     | The Dream                                          | Jocelyn Pook                                     | Jocelyn Pook, Sophie Harris, Jaqueline Norrie & Clare Finnimore                                 | Harvey Brough    |
| 8     | Masked Ball                                        | Jocelyn Pook                                     | Jocelyn Pook                                                                                    |                  |
| 9     | Migrations                                         | Jocelyn Pook & Harvey Brough                     | Jocelyn Pook & el Jocelyn Pook Ensemble con Manickam Yogeswaran, Kelsey Michael & Harvey Brough |                  |
| 10    | If I Had You                                       | Ted Shapiro, Jimmy Campbell & Reg Connelly       | Roy Gerson                                                                                      |                  |
| 11    | Strangers In The Night                             | Eddie Snyder, Charles Singleton & Bert Kaempfert | Peter Hughes Orchestra                                                                          |                  |
| 12    | Blame It On My Youth                               | Oscar Levant & Edward Heyman                     | Brad Mehldau                                                                                    |                  |
| 13    | Nuages gris                                        | Franz Liszt                                      | Dominic Harlan (piano)                                                                          |                  |
| 14    | Musica Ricercata, II (reprise)                     | György Ligeti                                    | Dominic Harlan (piano)                                                                          |                  |

## Recepción

### Crítica
El crítico cinematográfico Lee Siegel escribió en Harper’s Magazine: «La fobia al arte es la sensibilidad dominante de la cultura oficial, y la fobia al arte aniquiló la obra crepuscular de Stanley Kubrick».
Por su parte, el periodista y escritor Michael Herr, que había participado en las primeras etapas del proyecto, manifestó:

En lugar del carácter repulsivo e inquietante de Relato soñado (que, desde luego, no es la novela más erótica jamás escrita, sino una de las más perturbadoras), Stanley aportó [en Eyes Wide Shut] un intenso encanto que apenas existe en el texto, pero que puede hallarse en las películas de Lubitsch, Ophuls y Von Sternberg, dos europeos soñadores y un inspirado fingidor.

### Premios
| Fecha | Premio                             | Categoría                              | Receptor(es)                  | Resultado | Ref.   |
| ----- | ---------------------------------- | -------------------------------------- | ----------------------------- | --------- | ------ |
| 1999  | Festival de Cine de Venecia        | Bastone Bianco                         | Stanley Kubrick               | Ganador   |        |
| 2000  | Globos de Oro                      | Mejor banda sonora original            | Jocelyn Pook                  | Nominada  | [ 12 ] |
| 2000  | Premios Csapnivalò                 | Mejor película artística               | Mejor película artística      | Ganadora  | [ 13 ] |
| 2000  | Premios César                      | Mejor película extranjera              | Mejor película extranjera     | Nominada  | [ 14 ] |
| 2000  | Premio Bodil                       | Mejor película estadounidense          | Mejor película estadounidense | Nominada  |        |
| 2000  | Chicago Film Critics Association   | Mejor director                         | Stanley Kubrick               | Nominado  | [ 15 ] |
| 2000  | Chicago Film Critics Association   | Mejor fotografía                       | Larry Smith                   | Nominado  | [ 15 ] |
| 2000  | Chicago Film Critics Association   | Mejor banda sonora                     | Jocelyn Pook                  | Nominada  | [ 15 ] |
| 2000  | Grande Prêmio do Cinema Brasileiro | Mejor película extranjera              | Mejor película extranjera     | Nominada  |        |
| 2000  | Premios Satellite                  | Mejor actriz en una película dramática | Nicole Kidman                 | Nominada  | [ 16 ] |
| 2000  | Premios Satellite                  | Mejor fotografía                       | Larry Smith                   | Nominado  | [ 16 ] |
| 2000  | Premios Satellite                  | Mejor sonido                           | Paul Conway Edward Tise       | Nominados | [ 16 ] |